# Lophops zebra
Lophops zebra är en insektsart som först beskrevs av Walker 1870.  Lophops zebra ingår i släktet Lophops och familjen Lophopidae. Inga underarter finns listade i Catalogue of Life.